# Lánybúcsú (film)
A Lánybúcsú (eredeti cím: Bachelorette ) egy 2012-es amerikai vígjáték, amelyet Leslye Headland írt és rendezett, és az azonos című színdarabból készült. 2012-ben Kirsten Dunst, Lizzy Caplan és Isla Fisher alakítja a főszerepben három problémás nőt, akik újra összejönnek egy barátnőjük (akit Rebel Wilson alakít) esküvőjére. 

## Cselekmény
Regan, Katie, Gena és Becky elválaszthatatlanok voltak az iskolában. Azóta sok év telt el, de a négy barátnő ugyan külön utakon jár, de még mindig tartják a kapcsolatot. Amikor Becky, akit a lányok gyakran csúfoltak a súlya miatt, közli, hogy férjhez megy Dale-hez, a gazdag, jóképű, kedves barátjához, a három barátnő nehezen emészti meg a hírt. Regan, Katie és Gena egyik baklövést követik el a másik után Becky esküvőjének előestéjén, ami tökéletes alkalom lehet arra, hogy számot vessenek az életükkel.

## Szereplők
| Szerep   | Színész         | 1. Magyar szinkron |
| -------- | --------------- | ------------------ |
| Regan    | Kirsten Dunst   | Vadász Bea         |
| Becky    | Rebel Wilson    | Kokas Piroska      |
| Gena     | Lizzy Caplan    | Pikali Gerda       |
| Katie    | Isla Fisher     | Major Melinda      |
| Manny    | Andrew Rannells | Pálmai Szabolcs    |
| Joe      | Kyle Bornheimer | Holl Nándor        |
| Trevor   | James Marsden   | Nagypál Gábor      |
| Clyde    | Adam Scott      | Hevér Gábor        |
| Stefanie | Ella Rae Peck   |                    |

## Forgatás
A film forgatása New Yorkban zajlott, többnyire a Carleton Hotel-ben.  

## Bevétel
A film az észak-amerikai mozikban 447 954 dollárt, a világ többi részén 11 680 621 dollárt hozott, ami 12 128 575 dollár összbevételt jelent. 

## Kritikai visszhang
A Rotten Tomatoes-on 184 kritikus értékelése alapján a film 56%-os tetszést aratott. 101 kritikusból 44 negatívan értékelte a filmet és 57  kritikus volt jó véleménnyel a filmről.

## Fordítás
- Ez a szócikk részben vagy egészben  a   Bachelorette (film) című angol Wikipédia-szócikk fordításán alapul.  Az eredeti cikk szerkesztőit annak laptörténete sorolja fel. Ez a jelzés csupán a megfogalmazás eredetét és a szerzői jogokat jelzi, nem szolgál a cikkben szereplő információk forrásmegjelöléseként.